# لان برودي
لان برودي (بالإنجليزية: Lane Brody)‏ هي مغنية مؤلفة أمريكية، ولدت في 24 سبتمبر 1955 في أوك بارك في الولايات المتحدة.

## وصلات خارجية
- الموقع الرسمي
- لان برودي على موقع ميوزك برينز (الإنجليزية)
- لان برودي على موقع ديسكوغز (الإنجليزية)